# كيلة سفيد (مقاطعة ديواندرة)
كيلة سفيد (بالفارسية: کیله سفید) هي قرية تقع في قسم حسين‌آباد الشمالي الريفي (مقاطعة ديواندرة) في إيران. يقدر عدد سكانها بـ 77 نسمة بحسب إحصاء 2016.